# Jicarilla Mountains
Jicarilla Mountains är en liten bergskedja i Lincoln County som ligger i delstaten New Mexico i sydvästra USA. Den är belägen norr om Carrizozo. Bergskedjan är uppkallad efter indianerna som bodde i bergen, Jicarillaapacher.

## Berg
Det högsta berget är Ancho Peak (2 385 meter). Andra berg är Jicarilla Peak (2 341 meter), Jacks Peaks (2 302 meter) och Monument Peak (2 188 meter).

## Historia
Redan 1850 började de första guldsökarna anlända till Jicarilla Mountains, men det skulle ta tid innan de första gruvorna etablerades.
Jicarilla och White Oaks är två städer som övergavs, då gruvorna inte längre var lönsamma i början av 1900-talet.